# Ivica Šurjak
Ivica Šurjak, właśc. Ivan Šurjak (ur. 23 marca 1953 w Splicie) – piłkarz chorwacki grający na pozycji napastnika.

## Kariera klubowa
Šurjak urodził się w chorwackim mieście Split. Karierę piłkarską rozpoczął w tamtejszym klubie Hajduk Split. Po występach w drużynach juniorskich w 1971 roku awansował do kadry pierwszej drużyny Hajduka i w jego barwach zadebiutował w pierwszej lidze jugosłowiańskiej. W swoim pierwszym sezonie strzelił 6 goli i wywalczył swój pierwszy sukces – zdobył Puchar Jugosławii. Sezon później grał już w podstawowej jedenastce Hajduka. W 1973 roku ponownie sięgnął po krajowy puchar, podobnie jak rok później. W 1974] roku został po raz pierwszy w karierze mistrzem kraju. W następnym roku Ivica wraz z Hajdukiem obronił tytuł mistrzowski. W 1976 i 1977 roku był zdobywcą jugosłowiańskiego pucharu, a w 1979 po raz trzeci mistrzem jugosłowiańskiej ligi. W zespole ze Splitu grał do końca sezonu 1980/1981, a łącznie wystąpił w nim 272 razy i strzelił 52 bramki.
Latem 1981 Šurjak przeszedł do francuskiego Paris Saint-Germain. W PSG występował w pierwszym składzie i w całym sezonie 1981/1982 strzelił 11 goli w Ligue 1, będąc najlepszym strzelcem swojego klubu. Z paryskim klubem zdobył Puchar Francji – wystąpił w wygranym po serii rzutów karnych finale z AS Saint-Étienne.
W 1982 roku Šurjak odszedł z PSG i został piłkarzem włoskiego Udinese Calcio. Był tam drugim obcokrajowcem obok Brazylijczyka Edinho. Przez rok zdobył jedną bramkę w Serie A, a cały sezon 1983/1984 opuścił z powodu kontuzji. Latem 1984 został piłkarzem hiszpańskiego Realu Saragossa. Tam grał rok zaliczając cztery trafienia w Primera Division. W 1985 roku otrzymał oferty z Realu Madryt i New York Cosmos, ale zdecydował się zakończyć piłkarską karierę.
| Sezon   | Klub                | Kraj       | Rozgrywki        | Mecze | Bramki |
| ------- | ------------------- | ---------- | ---------------- | ----- | ------ |
| 1971/72 | Hajduk Split        | Jugosławia | Prva liga        | 22    | 6      |
| 1972/73 | Hajduk Split        | Jugosławia | Prva liga        | 33    | 6      |
| 1973/74 | Hajduk Split        | Jugosławia | Prva liga        | 34    | 8      |
| 1974/75 | Hajduk Split        | Jugosławia | Prva liga        | 30    | 7      |
| 1975/76 | Hajduk Split        | Jugosławia | Prva liga        | 33    | 7      |
| 1976/77 | Hajduk Split        | Jugosławia | Prva liga        | 33    | 3      |
| 1977/78 | Hajduk Split        | Jugosławia | Prva liga        | 30    | 4      |
| 1978/79 | Hajduk Split        | Jugosławia | Prva liga        | 27    | 6      |
| 1979/80 | Hajduk Split        | Jugosławia | Prva liga        | 19    | 2      |
| 1980/81 | Hajduk Split        | Jugosławia | Prva liga        | 14    | 3      |
| 1981/82 | Paris Saint-Germain | Francja    | Division 1       | 33    | 11     |
| 1982/83 | Udinese Calcio      | Włochy     | Serie A          | 29    | 2      |
| 1983/84 | Udinese Calcio      | Włochy     | Serie A          | 0     | 0      |
| 1984/85 | Real Saragossa      | Hiszpania  | Primera División | 22    | 4      |

## Kariera reprezentacyjna
W reprezentacji Jugosławii Šurjak zadebiutował 21 października 1973 roku w zremisowanym 0:0 spotkaniu z Hiszpanią. Już w swoim drugim meczu w reprezentacji zdobył gola – w grudniu 1973 w potyczce z Grecją (4:2). W 1974 roku Miljan Miljanić powołał go do kadry na Mistrzostwa Świata w RFN. Tam Ivica wystąpił we wszystkich sześciu spotkaniach swojej drużyny: z Brazylią (0:0), z Zairem (9:0 i gol w 18. minucie), ze Szkocją (1:1), z RFN (0:2), z Polską (1:2) i ze Szwecją (1:2 i gol w 27. minucie).
W 1976 roku Ivica wystąpił na Euro 76. Tam, podobnie jak 2 lata wcześniej, był podstawowym zawodnikiem swojej drużyny i zagrał we wszystkich meczach: ćwierćfinałach z Walią (2:0, 1:1), półfinale z RFN (2:4 po dogrywce) i meczu o 3. miejsce z Holandią (2:3 po dogrywce). Jego ostatnim turniejem w karierze był Mundial w Hiszpanii. Zagrał w nim, znów jako podstawowy zawodnik, we wszystkich trzech spotkaniach „Plavich”: z Irlandią Północną (0:0), z Hiszpanią (1:2) i z Hondurasem (1:0). Ten trzeci mecz był zarazem jego ostatnim w reprezentacji narodowej. Łącznie wystąpił w niej 54 razy i zdobył 10 goli.